# (500396) 2012 TY91
(500396) 2012 TY91 es un asteroide perteneciente al cinturón de asteroides, descubierto el 7 de octubre de 2012 por el equipo del Pan-STARRS desde el Observatorio de Haleakala, Hawái, Estados Unidos.

## Designación y nombre
Designado provisionalmente como 2012 TY91.

## Características orbitales
2012 TY91 está situado a una distancia media del Sol de 3,019 ua, pudiendo alejarse hasta 3,259 ua y acercarse hasta 2,779 ua. Su excentricidad es 0,079 y la inclinación orbital 11,12 grados. Emplea 1916,59 días en completar una órbita alrededor del Sol.
Los próximos acercamientos a la órbita de Júpiter se producirán el 26 de junio de 2070, el 31 de julio de 2117 y el 1 de septiembre de 2164, entre otros.

## Características físicas
La magnitud absoluta de 2012 TY91 es 16.